# Municipio de Pahaquarry
El municipio de Pahaquarry (en inglés: Pahaquarry Township) era un municipio ubicado en el condado de Warren en el estado estadounidense de Nueva Jersey. En el año 1990 tenía una población de 4,245 habitantes. El 2 de julio de 1997 fue disuelto por llegar a tener menos de una docena de personas, por lo que fue incorporado al municipio de Hardwick.

## Geografía
El municipio de Pahaquarry se encuentra ubicado en las coordenadas 41°1′25.68″N 75°2′27.96″O / 41.0238000, -75.0411000.